# Голубина пошта

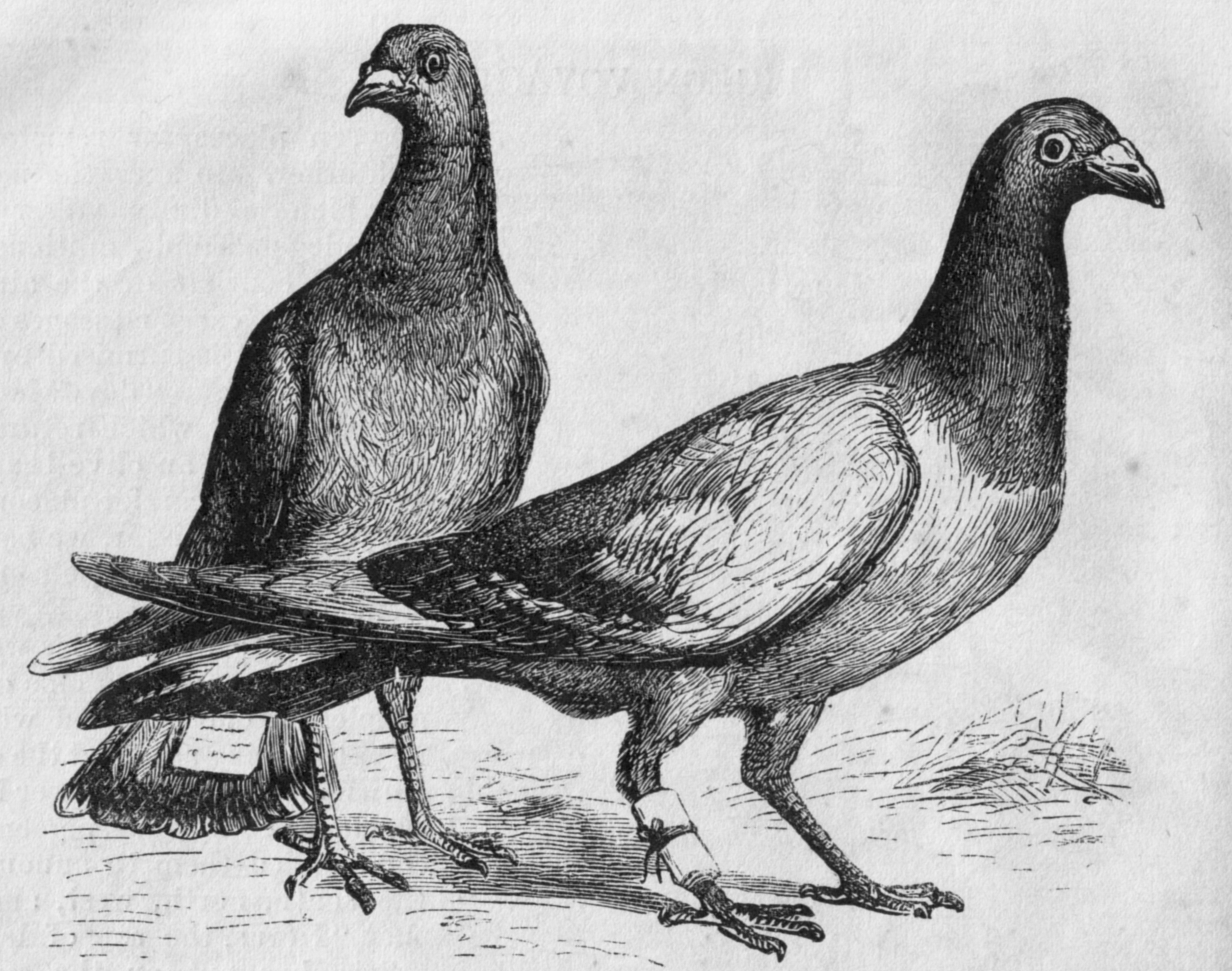
Голуби із прикріпленими до лапок листами.

Голубина пошта — це використання свійських голубів для доставки повідомлень. Голуби завжди були ефективні як посланці завдяки своїй природній здатності швидко знаходити найкоротший шлях додому (явище хомінгу, «інстинкт дому»). Птахів зазвичай транспортували до місця призначення у клітках, а там — за потреби, прив'язували до лапок компактно складений папірець з написаним повідомленням, і відпускали на волю. Голуб, звичайно, летів назад додому, де його власник міг прочитати отриманого листа. Голуби зі значним успіхом використовувалися під час проведення різних воєнних операцій, причому успіх був такий, що, наприклад, 32 британських птаха удостоїлись найвищої нагороди — медалі Марії Дікін.

## Історія

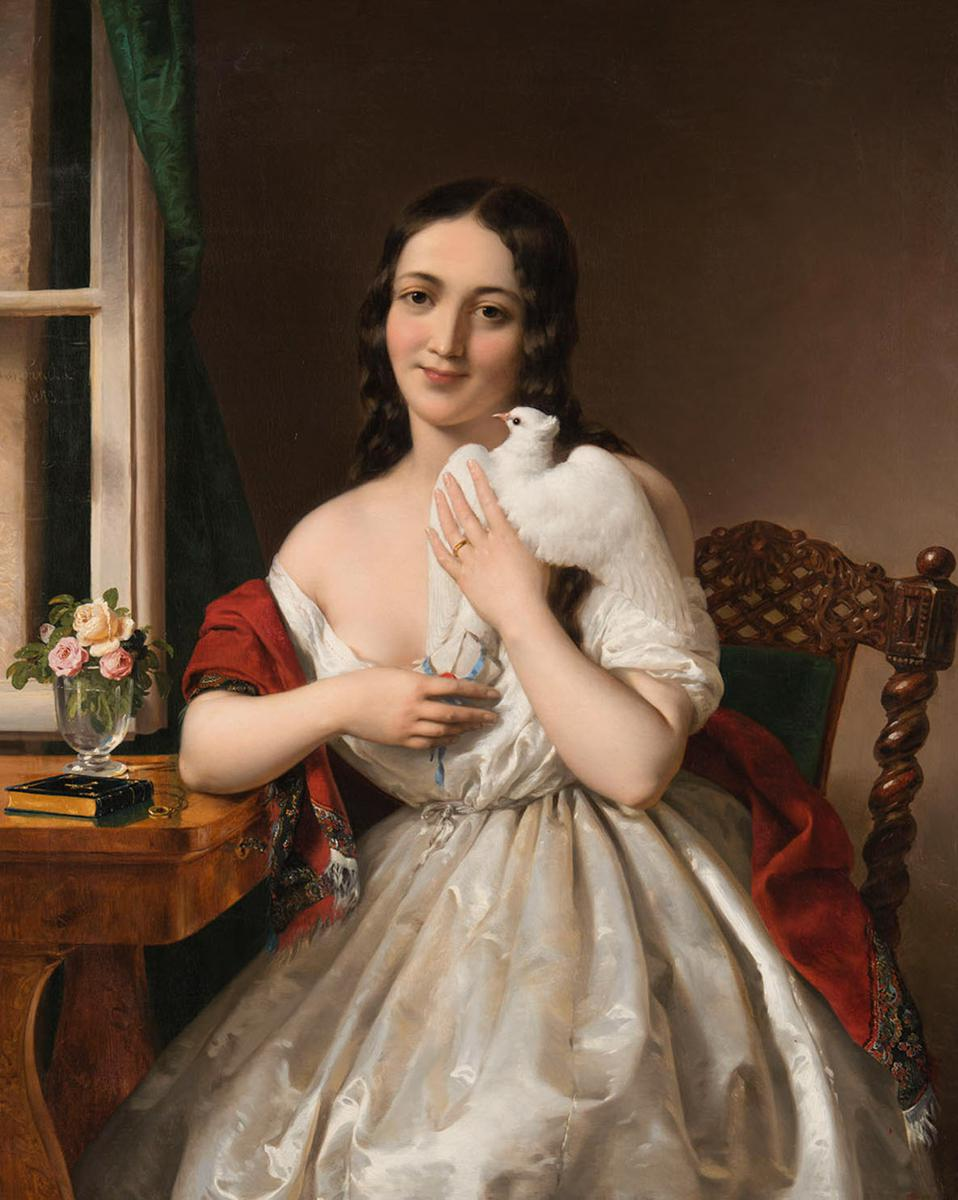
Голубина пошта (1843). Картина Міклоша Барабаша

Голубина пошта як спосіб комунікації — напевно настільки ж древній, як і стародавні перси, від яких, найімовірніше, і походить мистецтво тренування птахів. Монголи теж використовували їх як поштових посланців. Стародавні римляни використовували поштових голубів для допомоги своїм військам понад 2000 років тому. Фронтін стверджував, що Юлій Цезар користувався голубами як поштовими кур'єрами під час завоювання Галлії. Греки пересилали до різних міст інформацію щодо імен переможців на Олімпійських Іграх в цей же спосіб.
До ХІІ століття голуби-посланці використовувалися і в Багдаді. Капелан морського флоту Генрі Теондж (1621—1690) описує в своєму щоденнику регулярну службу голубиної пошти, послугами якої користувалися купці, і яка діяла між містами Іскендерун та Алеппо у Леванті.
До винайдення телеграфу цей метод зв'язку мав значну популярність серед біржових маклерів та фінансистів. Уряд Данії заснував цивільну та військову системи комунікації на островах Ява та Суматра на початку XIX століття, причому птахи завозились із Багдада. У 1851 році уродженець Німеччини Пол Юліус Рейтер відкрив офіс в Лондоні, який займався пересилкою інформації стосовно фондового ринку між Лондоном та Парижем через новий телеграфний кабель Кале-Дувр. До цього Рейтер використовував поштових голубів для пересилки повідомлень про біржові ціни — між Аахеном та Брюсселем — служба, яка працювала протягом одного року, аж доки прогалина у телеграфній комунікації не була усунута.
Деталі застосування голубів під час облоги Парижа у 1870—1871 роки призвели до відродження практики тренування голубів для використання у військових цілях. Були засновані численні товариства для догляду за голубами такого типу у всіх впливових європейських країнах. А за деякий час — уряди різних держав заснували цілі системи комунікації за допомогою голубиної пошти — у військових цілях. Після того, як метод голубиної пошти був застосований для пересилання повідомлень між військовими укріпленнями, і скрупульозно досліджений, увага військових перемкнулася на можливості використання цього методу і для підтримки військово-морської комунікації — для пересилки повідомлень до кораблів, які знаходяться на морі неподалік. Техніка також використовувалася в різні періоди — різними новими агенціями та навіть приватними особами. Уряди деяких країн мали навіть власні, урядові голуб'ятники. Були прийняті закони, які робили винищення таких голубів серйозним злочином; приватним товариствам для стимулювання ефективності надавалися премії, а за знищення хижих птахів були обіцяні винагороди. До винайдення радіо, поштові голуби використовувалися газетами для доповідей стосовно яхтових перегонів, а деякі яхти — навіть були обладнані голуб'ятниками.
Протягом заснування офіційної служби голубиної пошти, проводилася реєстрація всіх птахів. У той же час для того, щоб перешкодити ефективності подібних систем комунікації інших країн, створювалися перешкоди на шляхах їхнього імпорту птахів для тренування, а в деяких випадках — навіть проводилися спеціальні тренування соколів, які повинні були перешкоджати роботі служби у воєнний час. Приклад такого застосування можна знайти у відомостях про облогу Парижа — німці використали яструбів для боротьби проти паризьких голубів у 1870—1871 рр. Для захисту слабших птахів від нападів хижаків не було розроблено задовільного методу, проте раніше китайці забезпечували своїх птахів свистками та дзвіночками, призначеними відлякувати хижих птахів. Однак після винайдення радіотелеграфії та телефонії застосування голубів обмежилося лише до задоволення військових потреб при фортечних битвах — ще у 1910-х роках. Для прикладу, британське Адміралтейство припинило використання голубиної пошти на початку XX століття, хоча служба досягла надзвичайно високого стандарту якості. Незважаючи на це, значна кількість птахів все ще утримувалася у великих материкових фортецях Франції, Німеччини та Росії на момент вибуху Першої світової війни.
У наш час рафтинг-фотографи досі використовують голубів як «флоппінету» для транспортування цифрових знімків з камери на картах флеш-пам'яті до туроператорів та/або рафтингових компаній.

## Паризька голубина пошта
Голубина пошта, яка діяла впродовж облоги Парижа під час Франко-прусської війни 1870—1871 років — мабуть, найвідоміша зі всіх. Заледве через шість тижнів після початку війни, 2 вересня 1870 року, імператор Наполеон ІІІ та французька армія капітулювали біля Седана. Було два наслідки цієї події: падіння Другої Імперії та негайний наступ прусської армії на Париж. Як і очікувалось, звичні канали зв'язку із Парижем були перекриті протягом всього часу облоги, яка тривала чотири з половиною місяці. І справді, лише в середині лютого 1871 року прусські війська дещо ослабили контроль над поштовими та телеграфними службами. Разом із оточенням міста 18 вересня, останні надземні телеграфні кабелі були перерізані вранці 19 вересня, а таємний телеграфний кабель, що проходив дном Сени, був виявлений та перерізаний 27 вересня. Хоча й невеликій кількості посланців вдалося проскочити крізь лінії прусських військ в перші дні облоги, наступних все-таки ловили й розстрілювали. І немає ніяких підтверджень діяльності будь-якої пошти, принаймні після жовтня, яка б діставалася до Парижа ззовні, за винятком приватних послань, які доставлялися неофіційними особами. Що ж до гарантованої комунікації із Парижем, то єдиним успішним методом могло бути лише використання перевіреної часом голубиної пошти. Тож таким чином тисячі повідомлень, офіційних та приватних, були доставлені у обложене місто.

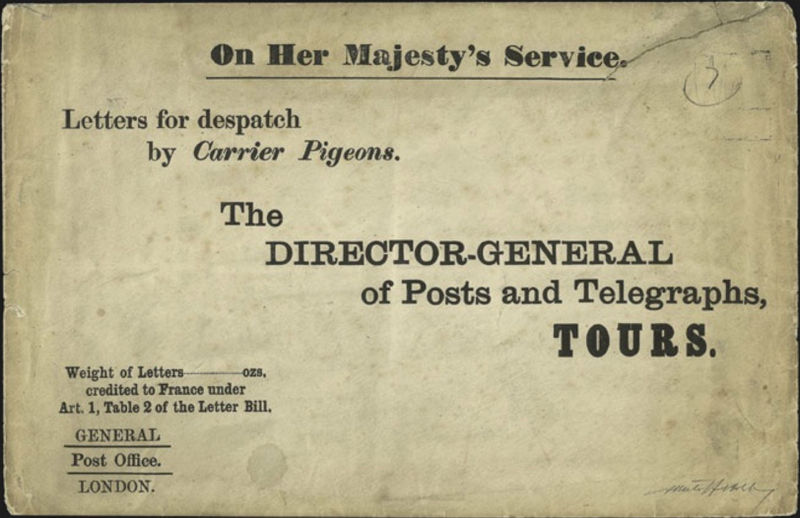
Поштове упакування, в якому зберігалися повідомлення, які треба було відіслати за допомогою поштових голубів.

Під час облоги голубів регулярно відправляли за межі Парижа на повітряній кулі. При перших таких вильотах існувала практика випускати одного із голубів на волю одразу ж після приземлення повітряної кулі — для того, щоб повідомити парижан про безпечну переправу через лінії прусських військ. Невдовзі вже працювала регулярна служба із базою спочатку у Турі, а потім — у Пуатьє. Голубів після їхнього прибуття із Парижа транспортували на базу, і після того, як їм давали причепуритися, наїстися та відпочити, — вони були готові до подорожі назад. Тур розташований приблизно за 200 км від Парижа, а Пуатьє — за 300 км; щоб скоротити шлях польоту, голубів відвозили поїздом настільки близько до Парижа, наскільки це було безпечно, зважаючи на присутність пруссів. До того як випускати, голубів навантажували депешами. Перша депеша датована 27 вересня, і дісталася до Парижа 1 жовтня, але до нашого часу перший повний запис стосовно офіційної депеші дійшов вже від 16 жовтня.
Голуби переносили два види повідомлень: офіційні та приватні, обидва з яких описані детальніше нижче. Служба була заснована для передачі даних від Делегації до Парижа і була відкрита публіці на початку листопада. Приватні депеші відсилалися тільки після того, як всі офіційні були відіслані, оскільки останні мали абсолютний пріоритет. Однак поява мікроплівок Рене Даґро полегшила будь-які проблеми, які виникали у зв'язку із чисельністю заявок на транспортування листів як наслідок обмеження на розмір та вагу послань. Скажімо, в одну капсулу, яка була відіслана у січні, входила 21 мікроплівка, з яких 6 були офіційними депешами, а 15 — приватними, тоді як капсула, відіслана пізніше — вміщувала 16 приватних і лише 2 офіційні повідомлення. Для того, щоб збільшити шанси успішного потрапляння депеші в Париж, одна й та ж депеша відсилалася кількома голубами; одне офіційне послання відсилалося аж 35 разів, а пізніші особисті послання повторювалися в середньому по 22 рази. Записи показують, що із 7 січня і до кінця облоги, було відіслано 61 капсулу із 671 приватною та 246 офіційними депешами. Практикувалося відсилання повідомлень не лише різними голубами з однієї групи, а й з наступними групами, аж доки з Парижа не надходила доповідь про успішну доставку. Коли голуб діставався свого власного голуб'ятника у Парижі, про його прибуття повідомляв дзвінок-пастка, спеціально встановлений у голуб'ятнику. Негайно ж вартовий звільняв голуба від його ноші, і капсулу доставляли до Центрального телеграфного офісу, де вміст капсули обережно розпаковували та розміщали між двома скляними пластинами. Стверджували, що ці фотографії проектувалися за допомогою чарівного ліхтаря на екран, де збільшені послання можна було з легкістю прочитати та переписати, чим займалася команда писарів. Це цілком може бути правдою стосовно мікроплівок, але перші послання на фотографічному папері були прочитані таки за допомогою мікроскопів. Повідомлення переписувалися у спеціальні бланки (для приватних повідомлень — телеграфні бланки, із або без спеціальної позначки «голуб.») і тоді вже доставлялися за призначенням. Інтервал між відсиланням приватного повідомлення та його отриманням адресатом — залежав від багатьох чинників: навантаженість телеграфного трафіку від та до міста відправника; час, який треба було витратити на реєстрацію повідомлення; час на доставку його до друкаря, де воно об'єднувався із 3000 схожих депеш у єдиний аркуш; і врешті — час на розподіл аркуша на дев'ять, дванадцять або шістнадцять сторінок. За весь час облоги таким способом було доставлено близько 150 000 офіційних та 1 мільйон приватних повідомлень.
Служба офіційно припинила діяльність 1 лютого 1871 року. Фактично, останні голуби були випущені 1 та 3 лютого. Голуби, які залишилися в живих, стали офіційною власністю і були продані на Depot du Mobilier de l'Etat. Їх цінність як гоночних голубів була відображена середньою ціною лише 1 франк 50 сантимів, але два голуби, які начебто зробили три перельоти, були куплені якимсь ентузіастом за 26 франків.
Успіх голубиної пошти — як для відправлення офіційних, так і приватних повідомлень — не залишився непоміченим військовим силами найвпливовіших європейських держав. Вже наступного року після Франко-прусської війни у їхніх арміях були засновані відділи голубиної пошти. Винахід бездротового зв'язку призвів до зростаючого «безробіття» голубів, хоча при застосуванні в певних умовах голубина пошта була єдиним можливим методом зв'язку. Але ніколи більше до голубів не зверталися для виконання публічної служби такого величезного значення, як та, яку вони виконували під час облоги Парижа.

## Канадська голубина пошта
Генерал-майор Дональд Родерік Камерон, на той час — комендант Королівського військового коледжу Канади у Кінгстоні, Онтаріо, рекомендував використання служби міжнародної голубиної пошти для морської пошуково-рятувальної та військової служби в документі під назвою «Messenger Pigeons, a National Question» (укр. «Поштові голуби, національне питання»). Сер Чарльз Гібберт Таппер, тодішній Міністр морських справ та рибальства, підтримав таку політику. Полковник Ґолді, помічник генерал-ад'ютанта і майор Валдрон із Королівської артилерії, а також капітан Доппінг-Геппенстал із Королівських інженерних військ — ввели план у дію. Голубина пошта поміж спостережними пунктами при маяках на островах та материком, а саме — цитаделлю в Галіфаксі, Нова Шотландія — забезпечувала службу доставки повідомлень із 1891 — до 1895 року, коли вона припинила діяльність. Служба голубиної пошти зіткнулася із значною смертністю серед голубів, оскільки багато з них гинуло під час виконання завдань. Скажімо, переліт із Цитаделі Галіфакса (Нова Шотландія) до острова Сейбл був надзвичайно важкий для голубів

## Голубина пошта острова Каталіна
Із 1894 до 1898 року голуби переносили пошту із Авалона через протоку Санта-Барбари до Лос-Анджелеса. Два любителі голубів, брати Отто Дж. та О. Ф. Занн, уклали договір із компанією Western Union, в якому йшлося про те, що компанія не проводитиме телеграфної лінії до віддаленого острова, а голубина пошта, організована братами, не конкуруватиме з телеграфом на суші. Після цього було підготовлено п'ятдесят птахів, які переносили по три копії кожного повідомлення, що було запобіжним заходом, спричиненим імовірністю нападу мисливців або хижаків. Голуби робили перельоти у 48 миль (77 км) за одну годину, доставляючи листи, уривки новин із Лос-Анджелес Таймс, а також термінові виклики лікарів. За три сезони праці голубиної пошти лише два листи не дісталися своєї цілі, але при ціні від 50 центів до 1 долара за лист — сервіс ставав неприбутковим, і в 1898 році брати Занн припинили діяльність своєї служби.

## Голубина пошта острова Ґрейт-Барр'єр (Нова Зеландія)

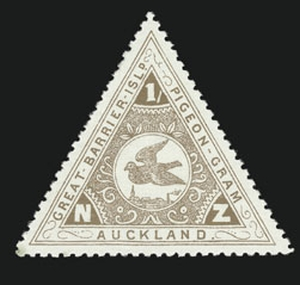
Поштова марка одного з перших сервісів голубиної пошти Pigeon-Gram на острові Ґрейт Барр'єр

До того як було запроваджено службу голубиної пошти, єдиний стійкий канал зв'язку між населенням острова Ґрейт Барр'єр (90 км на північний схід від Окленда) та материком забезпечувався через щотижневе курсування між ними берегового пароплава. Ізоляція острова набула особливої виразності, коли корабель SS Wairarapa розтрощився об берег острова у 1894 році, із 121-м загиблим в результаті аварії, а новини про це дісталися до материка лише через кілька днів.
Служба голубиної пошти почала діяти між островом та Оклендом у 1897 році. Невдовзі там вже було дві конкурентні компанії, які займалися пересилкою т. зв. голубограм (англ. pigeongram), і обидві з яких виготовили для себе виразні та привабливі поштові марки. Ці марки охоче колекціонували філателісти через їхню новизну, а деякі з них стали надзвичайно рідкісними.
Спочатку служба діяла тільки в одному напрямку — із острова Ґрейт Барр'єр до Окленда, зворотній шлях же вважався неекономним. На острові, а саме — в порті Фіцрой, в Окупу та Вангапарара, були засновані агентства, що займалися пересилкою повідомлень за допомогою голубів. Птахів відсилали на острів щотижневим пароплавом, звідки вони поверталися до Окленда, несучи до п'яти повідомлень на птаха. Повідомлення були написані на цигарковому папері і прикріплені до лапок птахів. Голубина пошта острова Ґрейт Барр'єр завершила своє існування разом із проведенням першого телеграфного кабелю між островом та материком у 1908 році.